# دهستان خمک
خمک یکی از دهستان‌های بخش خمک در شهرستان زهک استان سیستان و بلوچستان ایران است. 

## جمعیت
بر اساس سرشماری سال ۱۳۸۵ جمعیت آن (۲٬۴۱۴ خانوار) ۱۰٬۳۲۴ نفر بوده‌است.

## منبع
- کتاب گیتاشناسی ایران جلد سوم- عباس جعفری – چاپ ۱۳۸۴

1. ↑  «نتایج سرشماری ایران در سال ۱۳۸۵». درگاه ملی آمار. بایگانی‌شده از روی نسخه اصلی در ۲۱ آبان ۱۳۹۲.